# 정대유
정대유(丁大有, 1852년 ~ 1927년)은 조선의 서예가이다. 본관 나주(羅州). 호는 우향(又香), 금성(錦城)이다.
전라남도 나주(羅州) 출신이다. 서화가 몽인(夢人) 정학교(丁鶴喬)의 아들이다. 국권강탈 후 조선미술회에서 후진양성에 힘썼으며, 1918년 서화협회의 발기인으로 참가, 동 21년 제3대 서화협회장을 역임했다. 1922년 제2회 조선미술전람회 서도부 심사위원을 지냈다.
부친의 몽인체(夢人體)를 익혔으며 서·화를 겸비, 서는 예(隸)·행(行)·초(草)에 뛰어났으며 화는 채매(彩梅)를 잘 그렸다. 유작으로 〈채매도(彩梅圖:扇面)〉가 있다.

## 참고 문헌
- 이 문서에는 다음커뮤니케이션(현 카카오)에서 GFDL 또는 CC-SA 라이선스로 배포한 글로벌 세계대백과사전의 내용을 기초로 작성된 글이 포함되어 있습니다.